# John McGinn
John McGinn (født 18. oktober 1994) er en skotsk professionel fodboldspiller, som spiller for Premier League-klubben Aston Villa og Skotlands landshold.

## Klubkarriere

### St. Mirren
McGinn begyndte sin karriere hos St. Mirren, og gjorde sin professionelle debut den 20. oktober 2012. Han var med til at vinde den Skotske Liga Cup i 2012-13 sæsonen.
McGinn blev i april 2015 seriøst skadet til træning, efter at han blev ramt i låret af en skarp pæl brugt til træning, som blev kastet hans holdkammerat Steven Thompson som en joke.

### Hibernian
McGinn skiftede i juli 2015 til Hibernian. McGinn havde succes med det samme, og spillede en vigtig rolle i at Hibernian vandt Scottish Cup for første gang i 114 år i 2015-16 sæson.
McGinn blev kåret til årets spiller i den skotske Championship, da Hibernian rykkede op til den skotske Premiership i 2016-17 sæsonen.

### Aston Villa
McGinn skiftede i august 2018 til Aston Villa. McGinn blev hurtigt en vigtig del af Aston Villa mandskabet, og blev kåret som årets spiller på holdet efter 2018-19 sæsonen. McGinn scorede det vindene mål i oprykningsfinalen, og Villa rykkede dermed op til Premier League.
Efter at Jack Grealish forlod Villa i august 2021, blev McGinn valgt som klubbens nye viceanfører, imens at Tyrone Mings blev anfører.

## Landsholdskarriere

### Ungdomslandshold
McGinn har repræsenteret Skotland på U/19- og U/21-niveau.

### Seniorlandshold
McGinn debuterede for Skotlands landshold den 29. marts 2016.

## Titler
St Mirren
- Scottish League Cup: 1 (2012–13)

Hibernian
- Scottish Cup: 1 (2015–16)
- Scottish Championship: 1 (2016–17)

Individuelle
- SFWA International Player of the Year: 2 (2019–20, 2020–21)
- Aston Villa Player of the Season: 1 (2018–19)
- Scottish Championship Player of the Season: 1 (2016–17)